# Quend
Quend là một xã thuộc tỉnh Somme trong vùng Hauts-de-France miền bắc nước Pháp.

## Dân số
| 1962                                            | 1968 | 1975 | 1982 | 1990 | 1999 | 2006 |
| ----------------------------------------------- | ---- | ---- | ---- | ---- | ---- | ---- |
| 1337                                            | 1345 | 1315 | 1243 | 1209 | 1205 | 1397 |
| Starting in 1962: Population without duplicates |      |      |      |      |      |      |